# H.C. Petersen (grosserer)
 Der er flere personer med dette navn, se H.C. Petersen.
Heinrich Christian Petersen (født 26. september 1837 i Flensborg, død 6. april 1909) var en dansk grosserer.
H.C. Petersen blev født i Flensborg som søn af Nicolaj Petersen og fik en landbrugsuddannelse nær Tilsit i Østpreussen. Her giftede han sig 29. maj 1866 i Havestrom med Franziska Otilia Fischer (født 13. juni 1841), datter af kornhandler Franz Fischer og hustru født von Plehwe. I et tidsrum forpagtede Petersen en domænegård for en baron von Sauken.
Faderen havde en filial af sin købmandsforretning i København, så i 1870 blev H.C. Petersen sendt mod København for at bestyre filialen. Men i virkeligheden påbegynde han en ny virksomhed. Her fik han grossererborgerskab den 23. august og grundlagde her den kendte maskinforretning H.C. Petersen & Co., som han oparbejdede med stor dygtighed. Da tanken om centrifugalkraftens anvendelse til mælkeskumning opstod herhjemme fremsat af professor Vilhelm Storch så tidligt som i årene 1872-73 i Ugeskrift for Landmænd, fulgte grosserer H.C. Petersen ideen med stor interesse, og i 1878 anstillede docent N.J. Fjord i hans lokale i Industriforeningen forsøg med Lefeldts selvskummende centrifuge. Da Burmeister & Wains mælkecentrifuge kom frem, overtog H.C. Petersen eneforhandlingen af den. Den hurtige og store udbredelse, denne centrifuge fik, skyldes i første række de gunstige resultater, der fremgik af docent Fjords forsøg, men H.C. Petersens forretningstalent har sikkert også haft sin betydning.
Hans forretning blev i de år oparbejdet til at blive landets største maskinforretning. Det er ikke få eller små gaver, grosserer Petersen i årenes løb ydede landbrugsinstitutioner eller til land økonomiske øjemed. Eksempelvis skal det fremhæves, at den model af et arbejdende mejeri, der findes i Landbohøjskolens samling af mejeriredskaber, af ham oprindelig er skænket til professor Thomas Riise Segelcke, der senere overdrog den til samlingen. H.C. Petersen gav også et tilskud på 1.000 kr. til Landhusholdningsselskabets byggefond. Desuden ydede H.C. Petersen udvalget for mejeriudstillingen på Den nordiske Udstilling i København 1888 stor og fortjenstfuld støtte med hensyn til etableringen af "det arbejdende mejeri" på denne udstilling. Ikke blot påtog han sig at forsyne dette mejeri med alle nødvendige maskiner og redskaber, men han afholdt også alle udgifterne ved maskinernes opstilling og pasning. Og det skyldtes hans medhjælp, at udvalget opnåede en forhandling med flere kølemaskinfabrikanter i Storbritannien og Tyskland, der førte til, at selskabet for Lindes Ismaskiner i Wiesbaden for egen regning påtog sig opstillingen af den ammoniakkølemaskine, der holdt det lokale afkølet, i hvilket smørudstillingerne afholdtes.
I 1894 optog han Alfred S. Blom som kompagnon. Blom drev virksomheden videre fra 1909.